# 가슈파르 티보르 (배우)
가슈파르 티보르(헝가리어: Gáspár Tibor, 1957년 9월 2일~)는 헝가리의 배우이다.

## 작품 목록

### 영화
- 매혹의 스캔들 (2017년) - 오토 본 외팅엔 역
- 셜록 홈즈 네베벤 (2012년)
- 라스트 랩소디 (2011년)
- 일루션 (2010년)
- 더 라스트 리포트 온 안나 (2009년)
- 악몽의 단편들 (2004년)